# 本木美沙
本木 美沙（もとき みさ、1985年3月7日 - ）は、千葉県出身の元女優、シンガーソングライター、タレント、Photo Song Artist。別名：Photo Song Artist：MISA。
所属事務所はOffice RYO。所属レーベルはRYO MUSIC。
愛称はみさっち。

## 来歴
- 高校生の時に公開オーディションをきっかけに、アイドルグループ・板ちょこ[1]、COCOaでの活動を経て[2]、2005年に新たな事務所へと移りソロ活動を開始。
- 2006年01月、アーチスト山根康広のアルバム曲の中から『夏の日の中』で、劇場映画『心の時計』でソロデビューし、初の主演映画ともなっている。
- 写真家・映画プロデューサーで所属事務所社長でもある本田涼が、本木美沙のすべてのペパー＆デジタル写真集・CDジャケット・DVDジャケット・ポスター・PV・MV・映画・ネット番組を手掛けている。また、全国リリースされているCDの歌詞の一部も作詞家として手掛けている。
- インディーズ映画監督にも女優として高く評価をされ、主演として数多く出演している。
- 2005年から楽曲はMIKOTOが全てを手掛けているが、2012年2月発売の全国リリースCDでは徳広雪子が楽曲を手掛けている。
- 歌手活動のみならず、女優・タレント・PHOTOモデル・MC・報道ナレーション・メインパーソナリティ・バラエティ番組など幅広く活躍している。
- 数多く発売されている本木美沙に関わる作品のデザインは、デザイナーShiと写真家：本田涼が全てを手掛けている。
- 2010年、男性2人組アーチスト＆作詞家・作曲家でMIKOTOのShinya（2014年3月解散）と「愛」をテーマとした曲でユニット結成し翌年2月「君に遭えたこと」を全国リリース。また、数多くのアーチストのコラボレーシュンCDもリリースしている。
- 2012年05月、自身が作詞・作曲を手掛け、シンガーソングライターへの一歩となる曲を披露。
- 2012年08月、本木美沙初の脚本・助監督として、映画監督：黒川勝生氏とプロデューサー：本田涼氏とのタッグで映画『ひみつのマコちゃん』本人主演を制作した。
- 2014年11月22日の全国リリースは、日本骨髄バンクチャリティーCDとして、急性骨髄白血病と闘う女性のメモ書きに自身が作曲・Yu氏が編曲をし支援活動を行っている。
- 2015年3月に、写真家・本田涼との写真、歌詞の世界をステージの衣装、歌、作曲で表現して行く事をテーマに、音楽活動の一部をPhoto Song Artist「MISA」へと改名し始動。タレント活動は本名の本木美沙のままとなる。
- 2015年09月30日、芸能活動休止を発表した。
- 2016年7月2日、横浜赤レンガ倉庫で行われた本田涼主催の写真個展「Misa Motoki Lonely last Photo」をもって芸能活動を引退し、同年、ホームページを閉鎖した。

## 主な活動

### 出演TV番組
- 「モグモグGOMBO（もぐもぐごんぼ）」日本テレビ
- 「おとなの眼鏡〜クリスマ〜」千葉テレビ
- 「スパーミュジック〜超音〜」千葉テレビ
- 「秋葉りむじん」テレビ東京
- 「元禄繚乱」NHK
- 「嗚呼!バラ色の珍生」日本テレビ
- 「眠れる森」フジテレビ
- 「アフリカの夜」フジテレビ
- 「世界卓球」テレビ東京
- 「『ぷっ』すま」テレビ朝日
- 「MUSIC B,B」TVK
- 「LOVE FANTSY」Sky perecTV371ch
- 「15－0」BS朝日
- 「発掘!あるある大事典」フジテレビ
- 「Indies A・GO・GO From Morph Tokyo」東京MXテレビ
- 「The・座」千葉テレビ
- 「キッズアカデミー」J-COM東京
- 「カルチャーSHOwQ〜21世紀テレビ検定」千葉TV・TV神奈川・TV埼玉
- 「HIROとるみの歌謡ショー」千葉テレビ
- 「銭形金太郎スペシャル」テレビ朝日系列、2012年3月28日放送

### 日本骨髄バンクチャリティー活動
- 2014年06月　自身の出演するライブ活動にて「日本骨髄バンクの正式な馬琴箱にて」募金活動
- 2014年08月　立川富士見祭り
- 2014年10月　あきる野市　カラオケ喫茶「ふれんど」
- 2014年11月　ソロライブイベント「Dream Live Event Vol.3」〜日本骨髄バンクチャリティーCD販売＆チャリティーライブ〜
- 2015年05月　ソロライブイベント「Dream Live Event Vol.4」〜日本骨髄バンクチャリティーCD販売＆チャリティーライブ〜
- 2015年09月　自身初の企画ライブ＆バンド編成「Pop Up Girl's」（他出演者3組）〜日本骨髄バンクチャリティーCD販売＆チャリティーライブ〜
- フリーライブ
- ストリートライブ
- 日本骨髄バンク認可「活動ポスター」拡散

### 出演ラジオ番組
- 「やまだひさしのラジアンリミテッドDX」FM東京
- 「サンストリートシャッフル」レインボータウンFM
- 「福ノ上達也のアジエン・コネクション」全国コミュニティーFM
- 「ウィークエンドカフェ」FM NHK
- 「麻衣夢のNatural Wind」FMやまと
- 「POD CASTのMELODY COMPANY」FM朝霞台
- 「なぎさステーション」FM伊東
- 「麻衣夢のキラキラ輝きたい！」すまいるエフエムFM76.7Mh
- 「千葉山貴公のちゃばたけ！777」FMチャピー77.7Mh
- 「サルパラダイスのマジカルハッピーツアー」すまいるエフエムFM76.7Mh
- 「muse Amuse（ミューズ アミューズ）」FMサルース
- 「みなのばハッピープレイス」かずさエフエム

### その他
- アパマンショップ キャンペンガール「2008 準グランプリ」
- 愛媛県産の新ブランド牛「愛姫牛（あいひめぎゅう）」第一期キャンペーンガール

### ワンマンライブ＆イベント
- 2013年04月　自身の芸能活動16周年記念ライブイベント（舞台演出・構成：本田涼）
- 2013年12月　ソロライブイベント「Dream Live Event Vol.1」（舞台演出・構成：本田涼・映像：黒川勝生）ゲスト出演：MIKOTO
- 2014年05月　ソロライブイベント「お祭りだ！ Dream Live Event Vol.2」（舞台演出・構成：本田涼）
- 2014年11月　ソロライブイベント「レコ発だ！ Dream Live Event Vol.3」（舞台演出・構成：本田涼）
- 2015年03月　Photo Song Artist「MISA」お披露目「プレミアプライブ Vol.1」（舞台演出・構成・写真：本田涼）
- 2015年05月　ソロライブイベント「NANKULU Mi-Sa！ Dream Live Event Vol.4」（舞台演出・構成：本田涼）
- 2015年09月　自身初の企画ライブ＆バンド編成「Pop Up Girl's」

### ライブ・イベント活動
- 「四谷Live in Magic」 ライブハウス
- 「三井アウトレットパーク多摩南大沢」 野外ステージ
- 「代々木公園」ストリートライブ
- 「渋谷J－POPCAF」 ライブハウス
- 「亀戸サンストリート」 野外ステージ
- 「原宿　クロコダイル」 ライブハウス
- 「新宿 LIVE たかのや」 ライブハウス
- 「RUIDO K2」 ライブハウス
- 「RUIDO K3」 ライブハウス
- 「RUIDO K4」 ライブハウス
- 「御茶ノ水 KAKADO」 ライブハウス
- 「真昼の月・夜の太陽」 ライブハウス
- 「飯田橋ラムラ」1F館内ステージ・2Fビアガーデンステージ
- 「新宿SACT！」 ライブハウス
- 「江ノ島」 野外ステージ
- 「伊東マリンタウン」 野外特設ステージ
- 「三郷団地ショッピングモール」 納涼祭野外ステージ
- 「伊東ショッピングモール・アピタ」 静岡県伊東市
- 「伊東ショッピングモール・Duo」 静岡県伊東市
- 「立川アレアレア3F」 特設ステージ　2013年〜（奇数月第4木曜出演）
- 「山梨県南部町　たけのこ祭り2013」 野外特設ステージ
- 「新潟直江津　デュオ・セレッソホテル」特設ステージ 2008年
- 「王子サンスウェアー」野外ステージ
- 「山梨県　下部ホテル」特設ステージ
- 「山梨県南部町　みのぶ湯」特設ステージ
- 「四谷mono」 ライブハウス
- 「高田馬場mono」 ライブハウス
- 「立川いったい音楽祭り2014」野外特設ステージ
- 「町田ミュージックパーク」 野外ステージ
- 「立川富士見祭り2014」野外特設ステージ
- 「新宿sunface」 ライブハウス
- 「多摩1キロフェスタ2014」 ストリートライブ
- 「あきる野市」 カラオケ喫茶「ふれんど」
- 「高円寺ACID2」 ライブハウス

### 出演映画（DVD全国発売含）
- 「任侠秘録 人間狩り」 2006年劇場公開作品 監督杉作J太郎
- 「心の時計」2006年2月 劇場公開作品 主演：本木美沙 原作・脚補：本田涼・脚本・監督：黒川勝生・主題歌：本木美沙（市川幸恵役）
- 「姫-一人の少女の物語」2009年8月 劇場公開作品 主演：本木美沙 脚本・監督：藤井道人
- 「ひらめと四つ葉のクローバー」2012年3月 主演：本木美沙 脚本・監督：黒川勝生・主題歌：麻衣夢・挿入歌：MISA&MAIMU
- 「カノン」主演：本木美沙 2009年9月 2009年映画祭出品作品 脚本・監督：藤井道人

### 出演映画（オフィシャル）
- 「クルー・ショーシャンク」主演：本木美沙 2008年09月 脚本・監督：黒川勝生・主題歌：MIKOTO
- 「一恋」主演：本木美沙 2008年9月 原作・脚本：本田涼・監督：本田涼・主題歌：本木美沙
- 「幼なじみ」主演：本木美沙 2008年10月 原作・脚本・監督：本田涼・主題歌：本木美沙
- 「ピュアXコケティッシュ-」2009年12月 主演：本木美沙・脚本・監督：黒川勝生・主題歌：本木美沙
- 「カノン」主演：本木美沙 2009年09月 2009年：映画祭出品作品 脚本・監督：藤井道人
- 「prologe」主演：本木美沙 2009年10月 2009年：映画祭出品作品 脚本・監督：黒川勝生・主題歌：MIKOTO
- 「秘密のマコちゃん」主演：本木美沙 2012年12月：企画：本田涼・脚本：本木美沙・監督：黒川勝生・助監督：本木美沙・主題歌：MIKOTO

### インターネット配信映画（ショートムービー）
- 「移りゆく季節の中で」 主演:本木美沙・脚本・監督:黒川勝生 2008年2月「Net Live」
- 「チエとジャリ子のとある一日」 主演:本木美沙・脚本・監督:黒川勝生 2008年4月「Net Live」
- 「月刊三十路」 主演:本木美沙・脚本・監督:黒川勝生 2015年4月〜配信「YouTube」
- 「月刊三十路」 5月ゲスト出演：さいたまんぞう・服部ひろとし・藤原麻衣子（声のみ）

### インターネット配信番組）
- バラエティー番組「見たい！番組研究所」「あっ！とおどろく放送局」
- バラエティー番組「勝ち組社長！列伝」「GYAO!」
- バラエティー番組「上お向いて歩こう」「GYAO!」
- 音楽番組「本木美沙のMusic Love」PodTV
- バラエティー番組”みさっちの”ひとりでできるもん！「Net Live」
- バラエティー番組　榎ありさの絆☆キラキラ「Net Live」ゲスト出演
- 食の報道番組「フードボイス」「インターネットジャーナル株式会社」配信中
- みさっちと涼さんの世界の果てまで言って・ピー！「本木美沙ファンクラブ「DREAM」公式サイト」配信中
- バラエティー番組”みさっちの”ひとりでできぬもん！「Net Live」配信中
- USTREAM「にゃんぷり90分」ゲスト出演
- USTREAM「みさっちのひとりだからぐだぐだだもん！」
- USTREAM「みさっちのひとりだからぐだぐだだもん！DX」
- USTREAM「まんCHANねる」ゲスト出演

### 雑誌・他
- Melon
- ヤングマガジン
- Bustier
- BG MAGAZINEEast
- 夕刊フジ
- 世界卓球
- 伊豆新聞

### ペパー写真集
- 初のペパー写真集「INNOCENT」撮影：本田涼　プレミア限定部数　オフィシャル出版

### 企業広告・出演CM
- J－PHONE「CM」
- 富士急ハイランド「CM」
- JCOM西東京「CM」
- CS:つくばTV:「アイドルグッズ」
- マジ軽ライト「企業広告＆ポスター」
- (有)福井工作所 四国本社「企業CM＆イメージモデル」
- (有)ライフシステム 関東支社「企業CM＆イメージモデル」
- 青梅うさぎ庵「WEB CM」
- 医療法人融和会「イメージモデル」
- アルプス歯科クリニック「イメージモデル」
- マイクロソフト「商品紹介ドラマ出演」
- ラクリマポンテ「CM」
- 伊東ショッピングモール・アピタ「テナントWEB CM」
- 飯田橋ラムラ「館内放送」
- 四街道イタリアンレストラン　アンディアーモ「WEB CM」
- 立川くるまラーメン「WEB CM」
- 株式会社　埼玉種畜牧場　サイボクハム「企業CM」

### デジタル写真集（オフィシャル）
- もとき【みさpiyo】Vol.7 2004年6月発売 撮影：本田涼
- MISA 【Brightness】Vol.6 2004年6月発売 撮影：本田涼
- MOTOKI 【Fresh】」Vol.5 2004年6月発売 撮影：本田涼
- MISA 【Tenderness】Vol.4 2004年6月発売 撮影：本田涼
- MOTOKI 【Except】Vol.3 2004年6月発売 撮影：本田涼
- MISA 【lovely】Vol.2 2004年6月発売 撮影：本田涼
- MOTOKI 【Dazzle】Vol.1 2004年6月発売 撮影：本田涼
- MOTOKI MISA 【M1】Vol.8 2004年9月発売 撮影：本田涼
- 「M1」 2004年9月発売 撮影：本田涼
- MOTOKI MISA 【M2】Vol.9 2004年10月発売 撮影：本田涼
- 「M2」 2004年10月発売 撮影：本田涼
- 「M3」【Vol.1〜Vol.7】「7タイトル収録集」 2004年10月発売 撮影：本田涼
- 心の時計「写真集 Vol.II」 2005年10月発売 撮影：本田涼
- 心の時計「写真集 Vol.I」 2005年10月発売 撮影：本田涼
- 心の時計「メイキング写真集」 2005年10月発売 撮影：本田涼
- Dear 〜みつめて〜Vol.10 2006年10月発売 撮影：本田涼
- Color in Summer II〜なついろ〜 2009年9月発売 撮影：本田涼
- Color in Summer I〜なついろ〜 2009年9月発売 撮影：本田涼
- Sense of relief in GUAMU I 2009年11月発売 撮影：本田涼
- Sense of relief in GUAMU II 2009年11月発売 撮影：本田涼
- Sense of relief in GUAMU III 2009年11月発売 撮影：本田涼
- Yin and Yang「陽」 2010年7月発売 撮影：本田涼
- Yin and Yang「陰」 2010年7月発売 撮影：本田涼
- NANKULU Mi-Sa in 沖縄　2012年7月発売 撮影：本田涼

### PHOTOイメージDVD （オフィシャル）
- 「Footopoint of Summer」〜夏の足跡〜 2009年9月発売
- 「Yin and Yang 陰」〜Vol.1〜 2010年7月発売
- 「Yin and Yang 陽」〜Vol.2〜 2010年7月発売

## ディスコグラフィー

### 全国リリース CD&DVD
- 「夏の日の中」 2006年1月15日全国発売（マキシシングル）作詞・作曲：山根康広
- 「夏の空」 2008年7月30日全国発売（ミニアルバム）
- 「君に遭えたこと」 Shinya&Misa デュエット曲 2011年2月4日全国発売（マキシシングル）
- 「四つ葉のクローバー」 misa&maimu コラボCD 2012年2月4日全国発売（マキシシングル）
- 「恋人よ」 2012年10月3日全国発売　山根康広カバー曲含む（マキシシングル）
- 「NANKULU Mi-Sa in 沖縄」 2012年10月17日全国発売（イメージDVD）
- 「POP UP GIRLl」2013年3月15日A盤B盤同時全国発売（マキシシングル）
- 「希望〜ひかり〜」日本骨髄バンクチャリティーCD 2014年10月22日全国発売（マキシシングル）

### コラボレーションCD （オフィシャル）
- 「君に遭えたこと」MIKOTO「Shinya&Misa」
- 「四つ葉のクローバー」 麻衣夢「misa&maimu」
- 「My Best Friend　〜卒業〜」 jewel'U 「本木美沙＆jewel'U」
- 「戻りたいよ 戻れないよね」 山岸悟  「PV出演」
- 「大好き」 美優  「原曲：本木美沙の曲リリース」

### USEN
- 「夏の日の中」 作詞・作曲・編曲：山根康広
- 「冬の向こう」 作詞：もときみさ・作曲・編曲：山本重夫
- 「あなたを愛した時間」 作詞：もときみさ・作曲・編曲：山本重夫
- 「夏の空」 作詞：本田涼・作曲・編曲：MEG.ME
- 「想い」 作詞：本田涼・作曲・編曲：わたなべ歩
- 「ラスト・ラブレター」 作詞：もときみさ・作曲・編曲：わたなべ歩
- 「今日より、明日は…」 作詞：本田涼・作曲・編曲：MIKOTO
- 「友〜さよなら言えずに〜」 作詞：本田涼・作曲・編曲：MIKOTO
- 「幾つもの季節を〜君と〜」 作詞：Shinya&Mi.Sa・作曲：Shinya・編曲：MIKOTO
- 「june bride story」 作詞：Shinya&Mi.Sa・作曲：Shinya・編曲：MIKOTO
- 「夢で会えたら」 作詞：Shinya&Mi.Sa・作曲・編曲：MIKOTO
- 「一歩」 作詞：Shinya・作曲：Shinya・編曲：MIKOTO
- 「ふるさと」 作詞：もときみさ・作曲・編曲：徳広雪子
- 「マスカレード」 作詞：もときみさ・作曲・編曲：徳広雪子
- 「恋人よ」 作詞・作曲：山根康広・編曲：徳広雪子
- 「おちこぼれのMerry X'mas」 作詞・作曲：山根康広・編曲：徳広雪子
- 「夏の空」2012バージョン 作詞：本田涼・作曲：MEG.ME・編曲：徳広雪子
- 「Believe in your dream」2012バージョン 作詞：もときみさ・作曲：MIKOTO・編曲：徳広雪子
- 「ねがい。。。」 作詞・作曲・編曲：徳広雪子
- 「マスカレード　2013バージョン」 作詞：もときみさ・作曲・編曲：徳広雪子
- 「みさっちの華麗なる事情〜ランジェリーパニック〜 2013バージョン」作詞・作曲・編曲：MIKOTO
- 「冷たい雨に〜さよならを〜」作詞：本田涼・作曲：藤沢久美・編曲：Kei Matsuyama
- 「Smile」作詞：もときみさ・作曲・編曲：斎藤悠
- 「東京〜独りぼっちの街〜」作詞：本田涼・作曲：藤沢久美・編曲：Kei Matsuyama
- 「希望〜ひかり〜」作詞：NORIKO　補作詞：本田涼　作曲・編曲：斉藤悠
- 「ありがとう 〜ねがい〜」作詞：NORIKO　補作詞：本田涼　作曲：本木美沙　編曲：Yu
- 「君との約束 〜必ず明日が〜」作詞：本田涼　作曲・編曲：斉藤悠
- 「涙枯れ果てた街〜東京〜」作詞：本田涼　作曲：斉藤悠・編曲：Kei Matsuyama

### シングルCD（ミュージッククリップ収録）（オフィシャル発売）
- 「心の時計」 映画「心の時計」主題歌 2005年10月発売（作詞：本田涼・作曲：菊田一郎）
- 「気持ち」 映画「心の時計」挿入歌 2005年10月発売（作詞：もときみさ・作曲：菊田一郎）
- 「さよなら」 映画「心の時計」挿入歌（MIKOTOカバー曲） 2006年03月発売（作詞・作曲・編曲：MIKOTO）
- 「Believe in your dream」2006年10月発売（作詞：もときみさ 作曲・編曲：MIKOTO）
- 「赤い風船」 2006年10月発売 （作詞：もときみさ 作曲・編曲：MIKOTO）
- 「大好き」 2007年8月発売（作詞：もときみさ 作曲：MIKOTO）
- 「友 〜さよなら言えずに〜」 2007年8月発売（作詞：もときみさ 作曲：MIKOTO）
- 「この夢が覚めたとき」 映画「一恋」主題歌（MIKOTOカバー曲） 2009年1月発売（作詞・作曲・編曲：MIKOTO）
- 「みさっちの華麗なる事情」 映画「幼なじみ」主題歌 2009年04月発売（作詞・作曲・編曲：MIKOTO）
- 「I love you 〜忘れない〜」 2009年12月発売（作詞：Mi.Sa&MIKOTO 作曲・編曲：MEG.ME&MIKOTO）
- 「Each Color」「コラボCD」 2009年12月発売 歌：本木美沙＆MIKOTO&MEG.ME
- 「My Precious Time」 2010年08月発売（作詞：本田涼＆本木美沙・作曲：Ryousuke 編曲：MIKOTO）
- 「幾つもの季節を 〜君と〜」 2010年8月発売（作詞：Shinya&Mi.Sa・作曲：Shinya 編曲：MIKOTO）
- 「MY BEST FRIEND 〜卒業〜」 2010年8月発売（作詞：もときみさ・作曲：jewel'U・編曲：倉橋定良）

### ミュージッククリップDVD（オフィシャル）
- 「Keep on I」PV CORECSTION 2007年2月発売
- 「Keep on II」PV CORECSTION 2009年1月発売
- 「四ッ葉のクローバー」misa&maimu 2012年2月発売
- 「芸能活動16周年記念ライブイベント」DVD 2013年6月発売
- 「Keep on III Ver.1」PV CORECSTION 2013年7月発売
- 「Keep on III Ver.2」PV CORECSTION 2013年7月発売
- 「”Xmas 2013” Dream Live Vol.1」 2014年2月発売
- 「お祭りだ！ Dream Live Vol.2」 2014年6月発売

### インターネット配信・バラエティー番組DVD（オフィシャル）
- 「みさっちのひとりでできるもん（1巻）」 2013年12月発売
- 「みさっちのひとりでできるもん（2巻）」 2014年1月発売
- 「みさっちのひとりでできるもん（3巻）」 2014年3月発売
- 「みさっちのひとりでできるもん（4巻）」 2014年5月発売

### バラエティーDVD（オフィシャル）
- 「みさ大将のみさんぽ（1巻・2巻）」 2014年08月同時発売